# Biker week
Biker week er en dokumentarfilm fra 1986 instrueret af Bjørn Andersen.

## Handling
Dokumentarisk kortfilm om 250.000 motorcyklisters aktiviteter under det årligt tilbagevendende motorcykeltræf Biker Week, Daytona Beach, USA.